# Helmut Hildebrandt (Geograph)

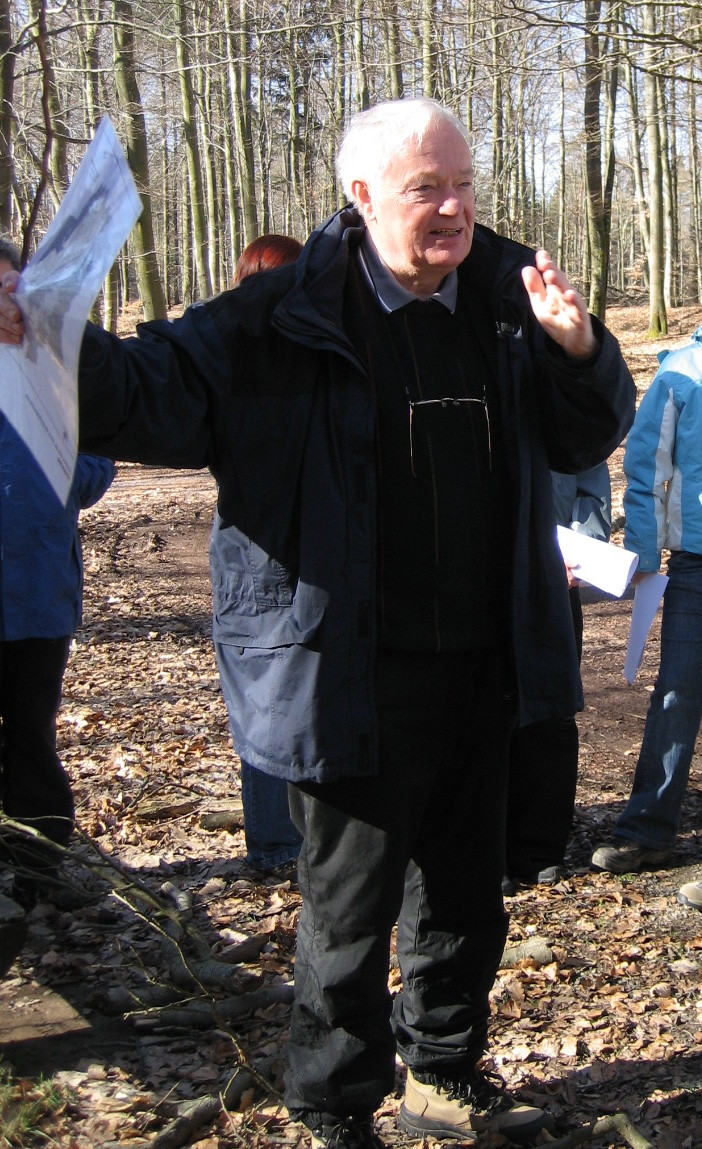
Helmut Hildebrandt bei einer Exkursion im Pfälzerwald (2007)

Helmut Hildebrandt (* 29. Juli 1936 in Berlin; † 16. Juni 2022 in Mainz) war ein deutscher historischer Geograph und Hochschullehrer.

## Leben und wissenschaftlicher Werdegang
Helmut Hildebrandt kam während des Zweiten Weltkrieges mit seiner Familie über Guben und das frühere Sudetenland nach Kassel, wo er das Gymnasium besuchte und Abitur machte. Danach studierte er in Marburg und kurzzeitig auch in Hamburg Geographie, Geologie, Latein und Pädagogik. Er promovierte 1967 in Marburg zum Thema Regelhafte Siedlungsformen im Hünfelder Land: ein Beitrag zur Erforschung der Genese der Kulturlandschaft im ehemaligen Territorium der Reichsabtei Fulda. Im Jahr 1968 wurde er wissenschaftlicher Assistent an der Johannes-Gutenberg-Universität Mainz in Mainz. 1976 folgte seine Habilitation Studien zum Zelgenproblem – Untersuchungen über flürlichen Anbau aufgrund methodenkritischer Interpretationen agrargeschichtlicher Quellen, dargestellt an Beispielen aus dem deutschsprachigen Raum. 1978 erfolgte der Ruf als Professor an das Geographische Institut in Mainz, dem er insgesamt mehr als 33 Jahre angehörte. 2001 ging er in den Ruhestand.

## Forschung
Zeitlebens fühlte sich Helmut Hildebrandt der Historischen Geographie verpflichtet. In seiner aktiven Zeit und auch noch danach beschäftigte sich Helmut Hildebrandt insbesondere mit Fragestellungen der Angewandten Historischen Geographie und mit der Kulturlandschaftsentwicklung deutscher Mittelgebirge im Mittelalter und in der Frühneuzeit, so u. a. mit Siedlungsgenese, Wüstungsvorgängen, Formen agrarischer und forstlicher Landnutzung, Auswirkungen der Kleinen Eiszeit, Fachplanung zur erhaltenden Kulturlandschaftspflege, Fremdenverkehrsgeographie (u. a. auf der Kykladeninsel Ios) und Regionalmarketing.
In den 2000er Jahren machte sich Helmut Hildebrandt gemeinsam mit seiner Ehefrau Birgit Heuser-Hildebrandt in der Untersuchung und landschaftsgenetischen Einordnung historischer Köhlerei in den Mittelgebirgen (u. a. Pfälzerwald, Westerwald, Spessart und Steigerwald) einen Namen. Helmut Hildebrandt war nicht nur ein ausgesprochener Geländemensch, der über ein scharfes Auge in Bezug auf das geographische Sehen und Erkennen in der Landschaft verfügte. Er betrieb bis zuletzt auch akribische historische Archivarbeit. Helmut Hildebrandts letzte wissenschaftliche Studie erschien erst 2021 mit dem Titel Von Feuerläufern, Brandbekämpfung und Feuerversicherung in und um Mainz während des 17. und 18. Jahrhunderts.